# Список самых высоких зданий Познани

## Список
В этом списке приведены здания города Познань с высотой от 60 метров, основанные на стандартных измерениях высоты. Эта высота включает шпили и архитектурные детали, но не включает антенны радиовышек и башен.
| Место | Здание                  | Фото | Высота м    | Этажность | Год постройки | Адрес                               | Примечания |
| ----- | ----------------------- | ---- | ----------- | --------- | ------------- | ----------------------------------- | ---------- |
| 1     | Andersia Tower          |      | 101 или 102 | 20        | 2007          | 3 Andersa Square                    |            |
| 2     | Collegium Altum         |      | 80.5        | 22        | 1991          | 16 Powstańców Wielkopolskich Street |            |
| 3     | Poznań Financial Centre |      | 75          | 18        | 2001          | 5 Andersa Square                    |            |
| 4     | Novotel Poznań Centrum  |      | 68          | 18        | 1978          | 1 Andersa Square                    |            |
| 5     | Bałtyk                  |      | 67          | 17        | 2017          | 22 Roosevelta Street                |            |
| 6     | Chartowo Tower          |      | 61          | 19        | 2005          | 29 Chartowo Street                  |            |
| 7     | Delta 3                 |      | 61          | 17        | 2017          | 37 Towarowa Street                  |            |